# 許建業
许建业（英語：John Hui Kin-yip；1978年1月3日—），是香港前职业网球运动员。
在佩珀代因大学畢業後，許建業於2000年初转为职业網球員，主要参加雙打比赛，职业生涯最高世界排名为 157 位。
他是許愛周家族成員。爺爺許士芬。

## 外部連結
- 許建業（英文/西班牙文）的官方資料
- 許建業的官方資料（英文）
- 許建業的官方资料